# Guingamp

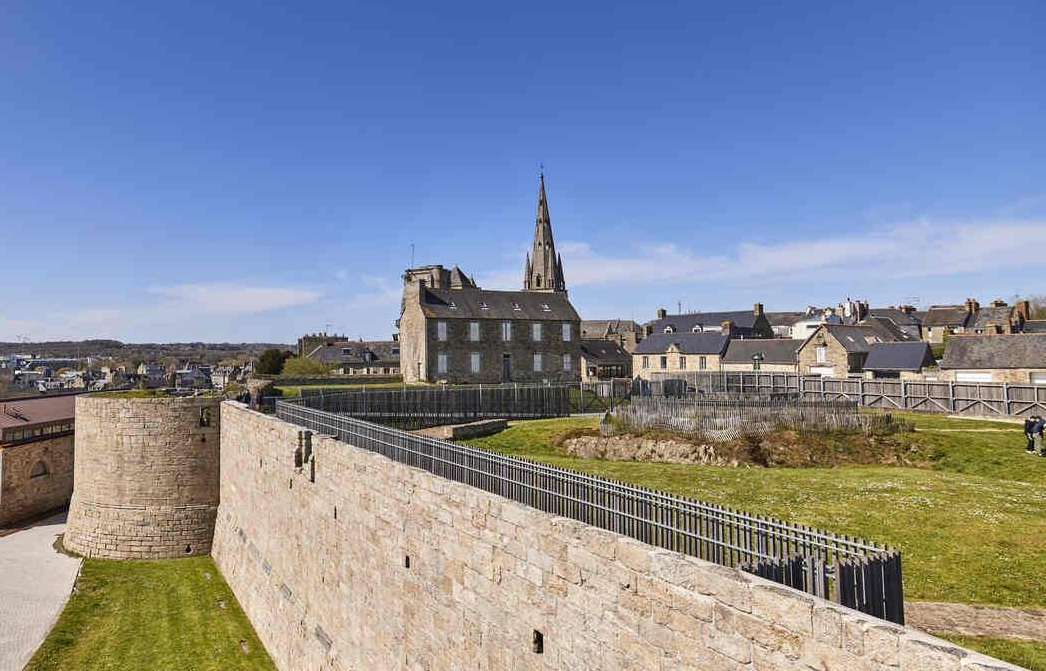
Le château de Pierre II.

Guingamp /gɛ̃.gɑ̃/ , Gwengamp en breton, est une commune française située dans le département des Côtes-d'Armor, en région Bretagne, située entre terre et mer, elle est homologuée « Petite cité de caractère » pour la richesse de son patrimoine.

## Géographie

### Localisation
Située dans le département des Côtes-d'Armor en région Bretagne, la ville se situe à une centaine de kilomètres de Rennes et Brest, et à une trentaine de kilomètres de Saint-Brieuc (préfecture) et des plages...
Historiquement, Guingamp appartient au Tregor (Bro Dreger) et géographiquement à l'Argoat.
La ville est traversée par le Trieux.

### Géologie et relief
La région de Guingamp est marquée géologiquement par la chaîne cadomienne : au sud-ouest, le complexe de Belle-Isle-en-Terre (gabbros et péridotites) caractérise le bassin arrière-arc de cette chaîne. Guingamp est marquée par le métamorphisme intense de roches sédimentaires en migmatites et granitoïdes.

### Transports

#### Réseau terrestre
La route nationale 12 (2 × 2 voies) passe au sud de la commune.

#### Réseau ferroviaire
La gare de Guingamp se situe sur la ligne Paris-Montparnasse - Brest, qui la relie à la capitale en 2 h 35.
Deux lignes de réseaux secondaires, la ligne de Guingamp à Carhaix et la ligne de Guingamp à Paimpol, permettent de joindre Carhaix et Paimpol.

#### Transport en commun

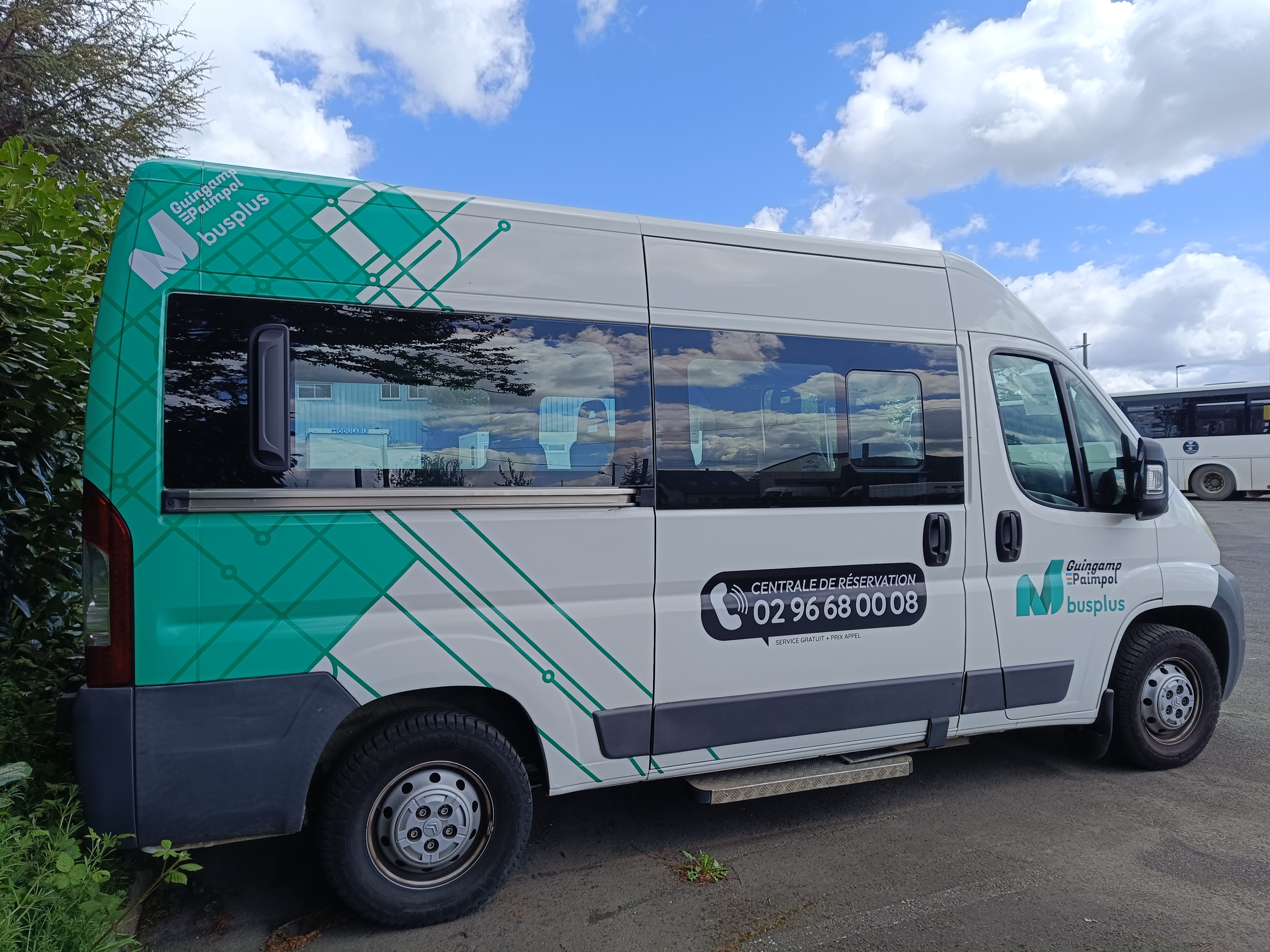
Un Citroën Jumper du réseau GPM.

Depuis 2011, Guingamp possède, avec son agglomération, un service de transports urbains. Anciennement appelé les Axéobus, celui-ci a été renommé Guingamp-Paimpol Mobilité (GPM) le 1er avril 2023.
La commune de Guingamp est reliée au reste de l'agglomération grâce aux trois lignes régulières du réseau, desservant Grâces, Pabu, Plouisy, Ploumagoar et Saint-Agathon.
Le réseau était exploité auparavant par le transporteur Jézéquel/Nicolas. Mais depuis le nouvel appel d'offres[Quand ?], il est aujourd'hui exploité par TGPA (Transdev Guingamp-Paimpol Agglomération), filiale de Transdev.
Les couleurs du réseau ont été modifiées en septembre 2013 pour se décliner en vert et bleu.

### Hydrographie
Pour un article plus général, voir Réseau hydrographique des Côtes-d'Armor.
La commune est située dans le bassin Loire-Bretagne. Elle est drainée par le Trieux et le ruisseau de Prat-an-Lan,,.
Le Trieux, d'une longueur de 72 km, prend sa source dans la commune de Kerpert et se jette  dans la Manche entre Lézardrieux et Ploubazlanec, après avoir traversé 21 communes. 

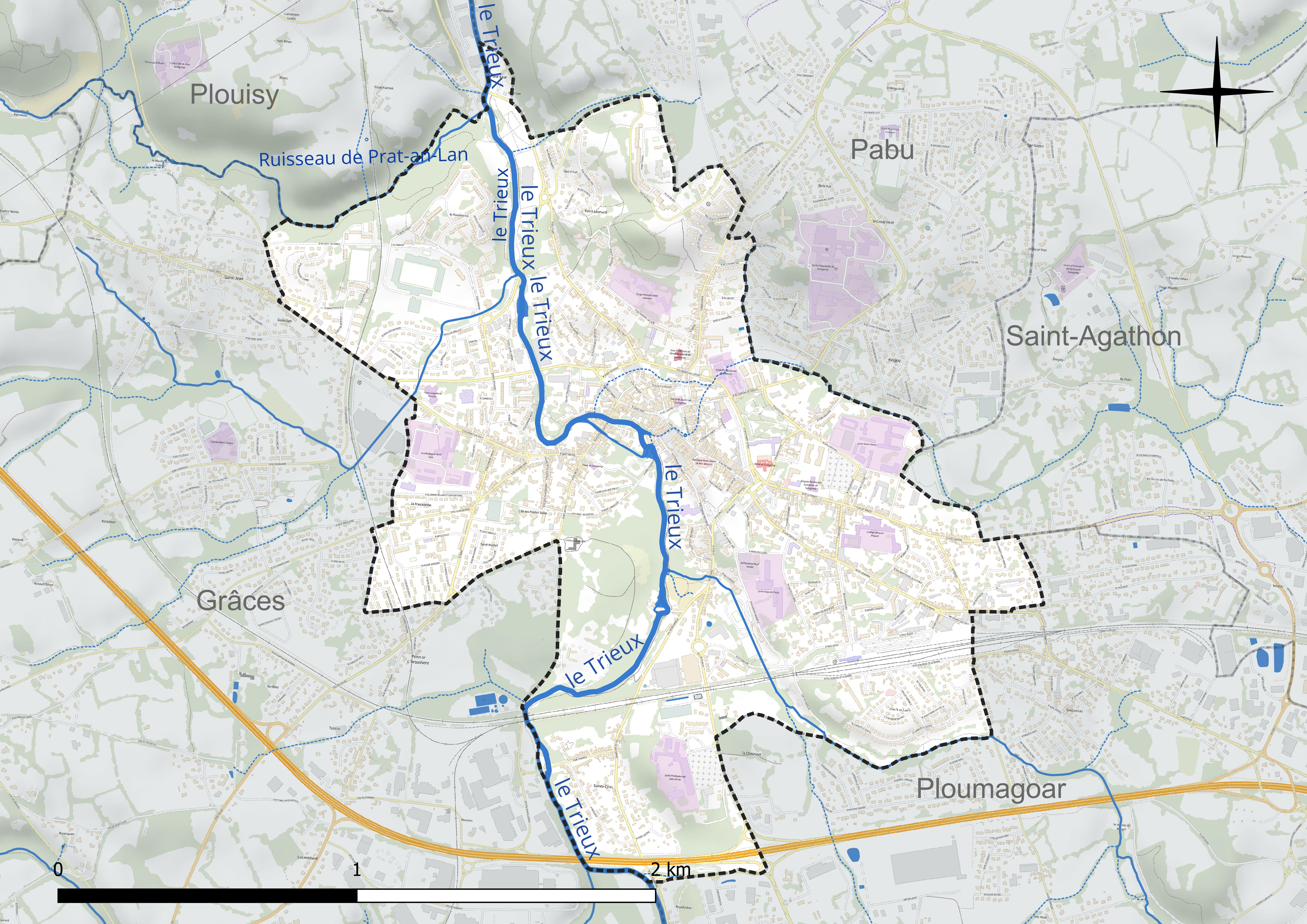
Réseau hydrographique de Guingamp.

### Climat
Pour des articles plus généraux, voir Climat de la Bretagne et Climat des Côtes-d'Armor.
En 2010, le climat de la commune est de type climat océanique franc, selon une étude du CNRS s'appuyant sur une série de données couvrant la période 1971-2000. En 2020, Météo-France publie une typologie des climats de la France métropolitaine dans laquelle la commune est exposée à un climat océanique et est dans la région climatique Finistère nord, caractérisée par une pluviométrie élevée, des températures douces en hiver (6 °C), fraîches en été et des vents forts. Parallèlement l'observatoire de l'environnement en Bretagne publie en 2020 un zonage climatique de la région Bretagne, s'appuyant sur des données de Météo-France de 2009. La commune est, selon ce zonage, dans la zone « Intérieur », exposée à un climat médian, à dominante océanique.
Pour la période 1971-2000, la température annuelle moyenne est de 11,2 °C, avec une amplitude thermique annuelle de 10,9 °C. Le cumul annuel moyen de précipitations est de 871 mm, avec 13,9 jours de précipitations en janvier et 7,4 jours en juillet. Pour la période 1991-2020, la température moyenne annuelle observée sur la station météorologique la plus proche, située sur la commune de Lanleff à 17 km à vol d'oiseau, est de 11,7 °C et le cumul annuel moyen de précipitations est de 845,9 mm,. Pour l'avenir, les paramètres climatiques de la commune estimés pour 2050 selon différents scénarios d’émission de gaz à effet de serre sont consultables sur un site dédié publié par Météo-France en novembre 2022.

## Urbanisme

### Typologie
Au 1er janvier 2024, Guingamp est catégorisée centre urbain intermédiaire, selon la nouvelle grille communale de densité à 7 niveaux définie par l'Insee en 2022.
Elle appartient à l'unité urbaine de Guingamp, une agglomération intra-départementale dont elle est ville-centre,. Par ailleurs la commune fait partie de l'aire d'attraction de Guingamp, dont elle est la commune-centre,. Cette aire, qui regroupe 15 communes, est catégorisée dans les aires de moins de 50 000 habitants,.

### Occupation des sols
L'occupation des sols de la commune, telle qu'elle ressort de la base de données européenne d’occupation biophysique des sols Corine Land Cover (CLC), est marquée par l'importance des territoires artificialisés (94,4 % en 2018), une proportion sensiblement équivalente à celle de 1990 (94,3 %). La répartition détaillée en 2018 est la suivante : zones urbanisées (86,8 %), espaces verts artificialisés, non agricoles (7,5 %), zones agricoles hétérogènes (3,2 %), forêts (2,4 %). L'évolution de l’occupation des sols de la commune et de ses infrastructures peut être observée sur les différentes représentations cartographiques du territoire : la carte de Cassini (XVIIIe siècle), la carte d'état-major (1820-1866) et les cartes ou photos aériennes de l'IGN pour la période actuelle (1950 à aujourd'hui).

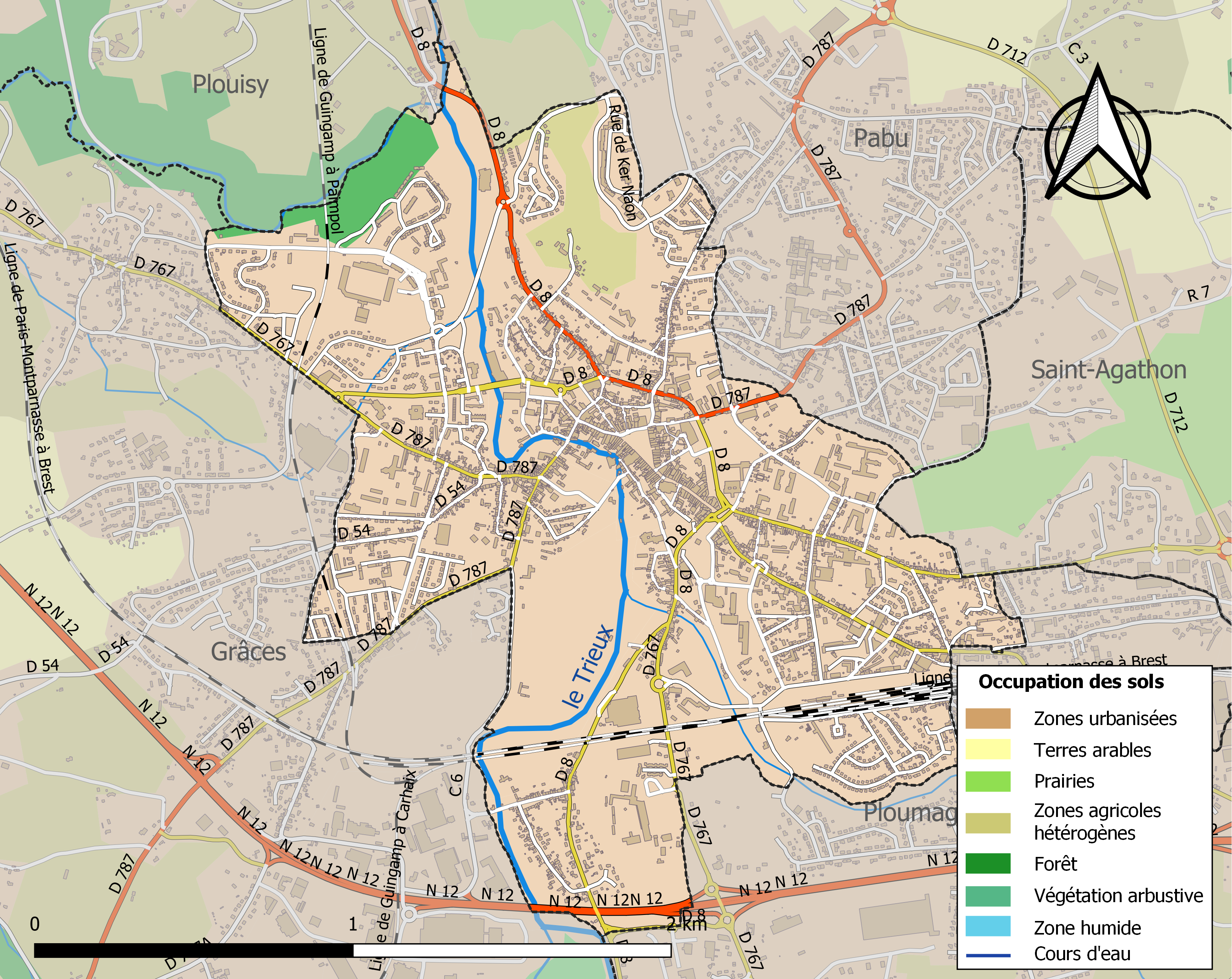
Carte des infrastructures et de l'occupation des sols de la commune en 2018 (CLC).

## Toponymie
Le nom de la localité est attesté sous les formes Wingamp, Guencamp en 1123, Guengamp en 1145, Wengampus en 1151, Wengamp, Guengampus en 1165 et en 1169, Wingamp en 1165 et en 1171, Guengampus, Guingampus en 1235.
Le nom en breton de la ville est Gwengamp /ˈɡwɛn.ɡãmp/, sans doute issu de gwenn « blanc » ou « béni » au sens figuré, et kamp (latin campus) « champ ».
Le sens étymologique serait donc « champ blanc », peut-être « champ ou domaine laissé en friche ».
Sigismond Ropartz privilégie le sens de Champ de vin (Guin-Camp). En 1151, Marguerite, duchesse de Bretagne, fait don à l'abbaye de Sainte Croix de plusieurs biens, dont quatre arpents de terre labourable situés entre « Ecclesiam vestran et Guingampum » pour y planter une vigne.
Bien que n'étant pas située dans l'aire traditionnelle de sa pratique linguistique, Guingamp se nomme Ghingamp en gallo, prononcé [ɟɛ̃gɑ̃]. Ce nom est attesté à l'oral et à l'écrit dans plusieurs communes des Côtes-d'Armor et du Morbihan.

## Histoire

### Préhistoire et Antiquité gallo-romaine
De nombreux tumulus et dolmens paléolithiques, néolithiques et de l'Âge du bronze sont présents dans le pays guingampais (Trésor de Kérivoa). La ville est toute proche de la voie romaine allant à Vorgium, passant notamment à Saint-Adrien et Plésidy.

### Moyen Âge
Le Penthièvre fut un temps réduit à un petit comté dit « de Guingamp ».

#### Les trois châteaux successifs
Les fouilles menées par Laurent Beuchet dans le château de Guingamp ont mis en évidence les trois châteaux construits successivement sur le même site.
Un premier château, construit vers 1030 sur une motte féodale circulaire, était entouré d'un fossé d'une profondeur de 5 m creusé dans le rocher. Les bâtiments étaient en bois, de même que la tour-porte rectangulaire reposant sur six poteaux qui en défendait l'entrée.
Un second château, construit en pierre, est édifié au XIIe siècle. Son mur d'enceinte est polygonal ; les angles en sont renforcés de contreforts, selon un modèle alors très courant dans les domaines des Plantagenêt.
Un troisième château est construit au milieu du XVe siècle, de plan carré avec d'imposantes tours circulaires aux quatre angles, adaptées à l'artillerie de l'époque. Ce troisième château est resté inachevé : les tensions existant alors entre le duché de Bretagne et le royaume de France obligent le duc François II de Bretagne à privilégier les châteaux situés à l'est aux marges de son duché, comme Dinan, Fougères ou Nantes.

### Époque moderne
Guingamp est citée pour avoir participé à la Révolte des Bonnets rouges ou Révolte du papier timbré survenue en 1675. Trois émeutiers y furent pendus.
Les Sœurs Augustines de la miséricorde de Jésus arrivent à Guingamp en 1676, s'installant dans un monastère (actuel hôtel de ville) ; elles prodiguèrent des soins hospitaliers jusqu'en 1944 ; les 7 dernières religieuses de la communauté, âgées en moyenne de 90 ans, quittent Guingamp en 2020.

### Révolution française
La ville de Guingamp prit activement part à la Révolution de 1789. Fin 1792, Pierre Boullon, notable, révolutionnaire montagnard, fut élu maire, en remplacement de Pierre Guyomar parti siéger à la Convention. À partir de mai 1793, deux comités de surveillance se mettent en place en ville. Le fait que deux comités soient mis en place dans une ville aussi modeste atteste d'une opinion très favorable au pouvoir Jacobin et à la nouvelle République, mise en place en septembre 1792. Guingamp, est également chef-lieu de district depuis 1790. Présidé par Vistorte, ce district comportait 38 communes autour de la ville. Dans chacune fut mis en place un comité de surveillance, mais les archives départementales conservent les documents d'une vingtaine seulement.
Les personnages principaux de l'époque de la « Terreur » furent des modérés tels que Charles Hello, Yves-Marie Salpin avocat, membre du district et du comité dit « De la Délivrance », ainsi qu'un « Enragé », Olivier Rupérou. L'historien Hervé le Goff détaille ces faits avec précision dans son ouvrage « Les riches heures de Guingamp, des origines à nos jours ». Les archives sont consultables aux Archives Départementales de Saint-Brieuc, dans la section 100L.
À Guingamp, sous la Révolution, aucune exécution n'est à noter. Par contre, les récoltes sont catastrophiques et l'approvisionnement des marchés s'avère souvent maigre. Pas de guillotine, et aucune chouannerie. En revanche, les Guingampais participent activement aux guerres de Vendée, du côté républicain. Quelques troubles éclatent également en 1794, avec la menace de chouans venus de l'est du département.

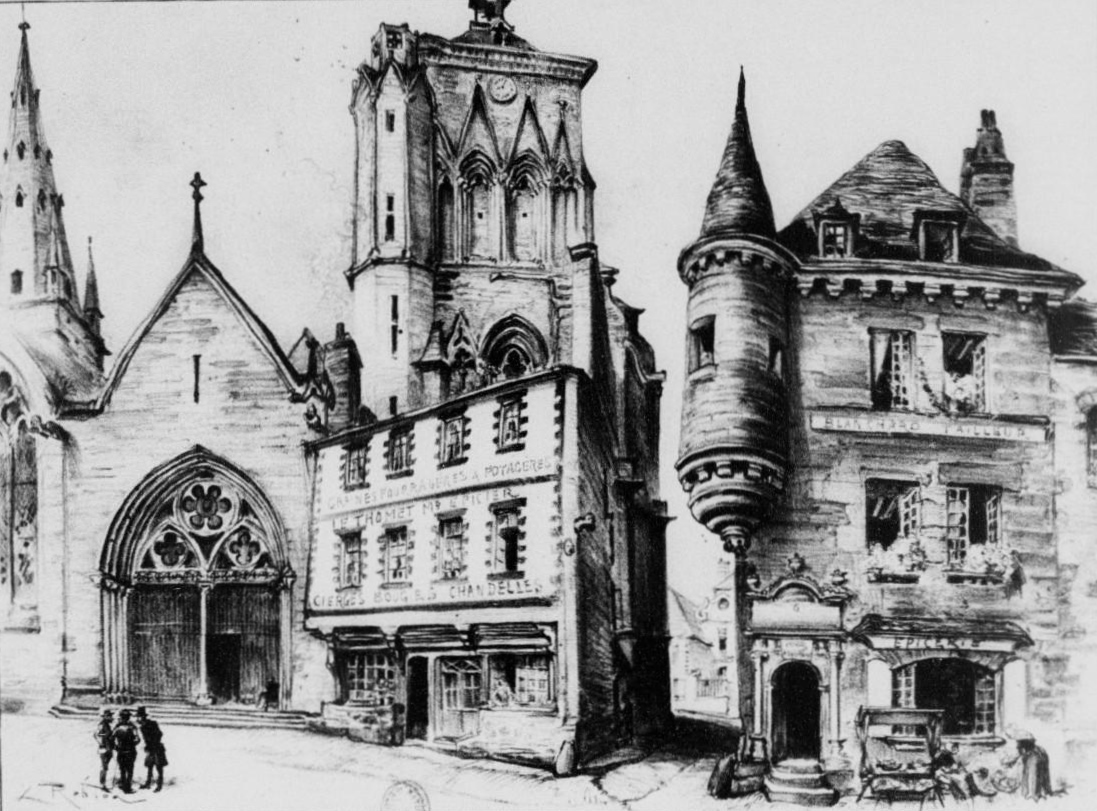
La Grande Rue vers 1900 (lithographie d'Albert Robida).

### LeXXesiècle

#### La Première Guerre mondiale
Guingamp était alors une ville de garnison (le 48e régiment d'infanterie y était basé).
Ce régiment participa notamment à la bataille d'Arsimont (Belgique) le 22 août 1914, bataille au cours de laquelle son colonel (Louis de Flotte) fut tué.
Le 48e régiment d'infanterie, basé à Guingamp, a compté 2 057 morts bretons pendant la Première Guerre mondiale ; son régiment de réserve, le 248e régiment d'infanterie, en a compté 1 216.
387 soldats originaires de Guingamp sont Morts pour la France. 16 ont été distingués de la Légion d'Honneur.

#### La Seconde Guerre mondiale

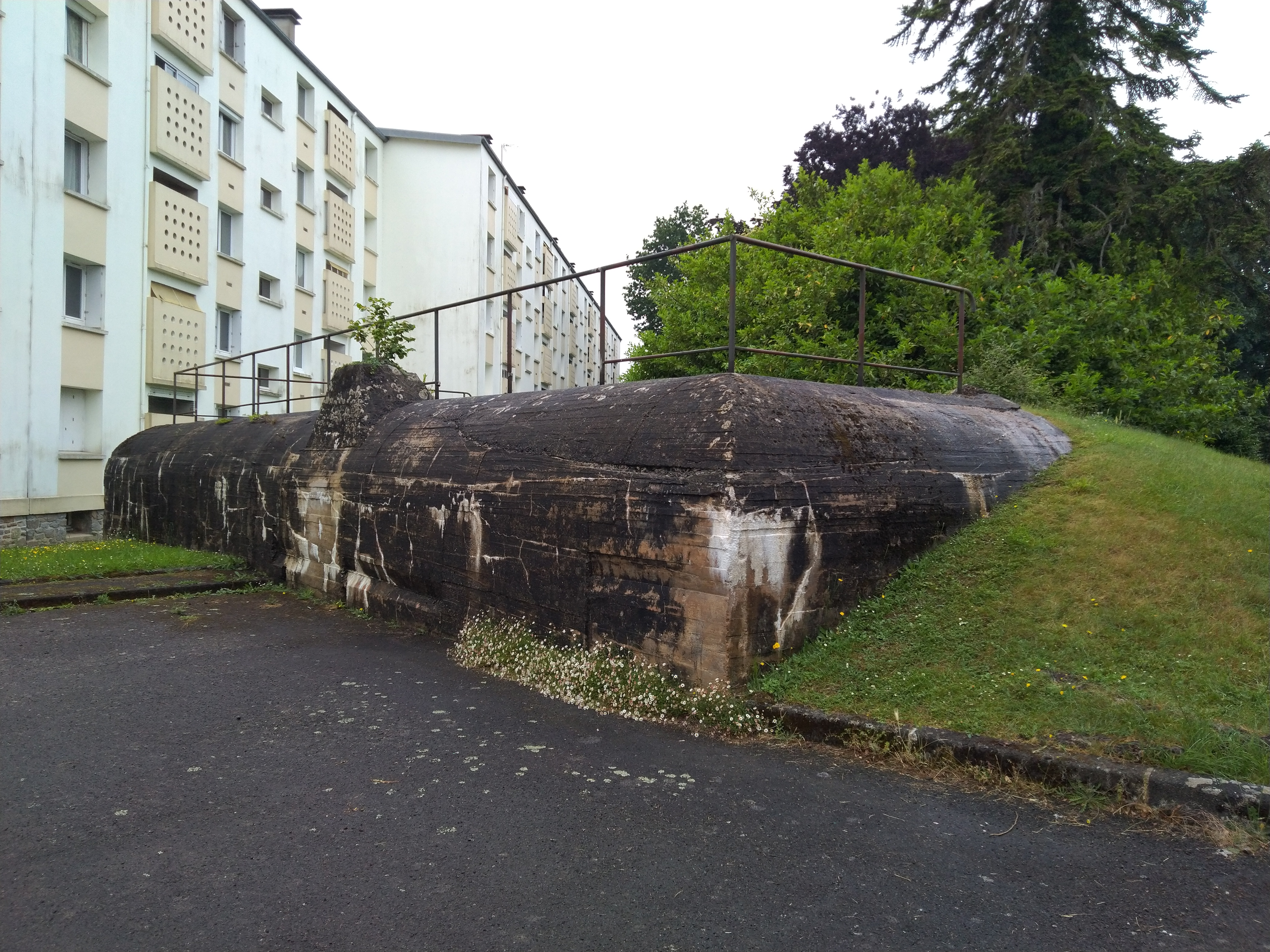
Bunker type R618, situé près de la gare.

Pour avoir hébergé et caché des aviateurs anglais, Georges Le Bonnie, de Lanvollon, fut arrêté le 5 mars 1942 à Guingamp ; il fut décapité à Cologne le 20 octobre 1942.
Né à Guingamp en 1923, Jean Tallec rejoint le maquis de Pont-Melvez au début de l'année 1944. Alors que son groupe venait d'exécuter des sabotages sur les lignes téléphoniques, il fut arrêté sur dénonciation, en même temps que ses camarades, le 27 juin 1944. Incarcéré à la maison d'arrêt de Guingamp, il eut à subir d'horribles tortures. Jugé et condamné à la peine de mort pour attentats et attaques à main armée contre l'occupant, il fut fusillé le 3 juillet 1944 au camp de Servel. Il avait 21 ans.
Membre du maquis de Pont-Melvez, René Forestier né à Guingamp, fut arrêté le 27 juin 1944 sur dénonciation, en même temps que quatre autres résistants. Accusés de sabotage de lignes téléphoniques, ils furent torturés pendant plusieurs jours. René Forestier fut amputé d'une jambe la veille de son exécution. Il avait 20 ans.
Georges Herviou, né à Guingamp en 1925, rejoint le maquis de Pont-Melvez au début de 1944. Alors que son groupe venait d'exécuter des sabotages sur les lignes téléphoniques, il fut arrêté, en même temps que ses camarades, sur dénonciation le 27 juin 1944. Incarcéré à la maison d'arrêt de Guingamp, il subit d'affreuses tortures. Jugé et condamné à la peine de mort pour attentats et attaques à main armée contre l'occupant, il fut fusillé le 3 juillet 1944 au camp de Servel. Il avait 19 ans.
Un groupe de 18 résistants, lesquels tenaient une réunion dans la sacristie de l'église de Guingamp, fut arrêté par les Allemands, emprisonnés à Saint-Brieuc et, après avoir été torturés, 17 d'entre eux furent tués et leurs corps jetés pêle-mêle dans une fosse commune dans le bois de Malaunay en Ploumagoar le 10 juillet 1944 ; le 18e, Eugène Moulin, a été exécuté d'une balle dans la tête à Plélo la veille,.
Guingamp est libérée le 7 août 1944 par les maquisards de Plésidy-Saint-Connan.
97 soldats guingampais sont morts pour la France.

#### Le monument aux Morts
Le monument aux Morts porte les noms de 501 soldats morts pour la Patrie:
- 387 sont morts durant la Première Guerre mondiale.
- 97 sont morts durant la Seconde Guerre mondiale.
- 8 sont morts durant la guerre d'Algérie.
- 7 sont morts durant la guerre d'Indochine.
- 1 est mort durant le conflit du Levant.
- 1 est mort dans les troupes françaises d'occupation en Allemagne.

## Politique et administration

### Liste des maires
Depuis l'après-guerre, neuf maires se sont succédé à la tête de la commune.
| Période      | Période                    | Identité          | Étiquette        | Qualité |
| ------------ | -------------------------- | ----------------- | ---------------- | --- |
| mai 1945     | octobre 1947               | Pierre Milon      | SFIO             | Avocat, bâtonnier de l'ordre des avocats des Côtes-du-Nord Adjoint au maire (1925 → 1935) |
| octobre 1947 | septembre 1961 (démission) | Henri Kerfant     | RGR-UDSR         | Transporteur routier, vice-président de la CCI des Côtes-du-Nord Deuxième adjoint au maire [Quand ?] |
| octobre 1961 | mars 1977                  | Édouard Ollivro   | CDP puis UDF-CDS | Écrivain, professeur d'histoire en lycée Député des Côtes-du-Nord (4e circ.) (1967 → 1978) |
| mars 1977    | mars 1983                  | François Leizour  | PCF              | Professeur de philosophie Député des Côtes-du-Nord (4e circ.) (1978 → 1981) Conseiller général de Guingamp (1951 → 1958 et 1964 → 1982) |
| mars 1983    | mars 1989                  | Maurice Briand    | PS               | Avocat Adjoint au maire (1977 → 1983 et 1995 → 2008) Député des Côtes-du-Nord (4e circ.) (1981 → 1986 et 1988 → 1993) Conseiller régional de Bretagne (1986 → 1992) |
| mars 1989    | juin 1995                  | Albert Lissillour | RPR              | Vétérinaire retraité |
| juin 1995    | mars 2008                  | Noël Le Graët     | PS               | Président-directeur général et fondateur du Groupe Le Graët Président de l'En Avant de Guingamp (1972 → 1991 et 2002 → 2011) Président du Paris FC (2001 → 2003) Président de la Ligue nationale de football (1991 → 2000) Président de la Fédération française de football (2011 → 2023) 1er vice-président du District de Guingamp (1995 → 2001) |
| mars 2008    | avril 2014                 | Annie Le Houérou  | PS-DVG           | Attachée d'administration centrale du ministère de l'Agriculture Députée des Côtes-d'Armor (4e circ.) (2012 → 2017) Sénatrice des Côtes-d'Armor (2020 → ) Conseillère générale de Guingamp (2005 → 2012) Présidente de Guingamp Communauté (2002 → 2008)                                                                                           |
| avril 2014   | En cours (au 25 mai 2020)  | Philippe Le Goff  | PS               | Professeur d'éducation physique et sportive Premier adjoint au maire (2009 → 2014) 7e vice-président de Guingamp Communauté (2014 → 2016) 2e vice-président de Guingamp-Paimpol Agglomération (2020 → ) Réélu pour le mandat 2020-2026 |

Frise chronologique de la succession des maires de Guingamp

### Politique de développement durable
La ville a engagé une politique de développement durable en lançant une démarche d'Agenda 21 en 2008.

### Jumelages
- Shannon (Irlande)
- Aue (Allemagne)
- Urbino (Italie)

## Population et société

### Démographie
L'unité urbaine de Guingamp regroupe six communes qui totalisent 23 000 habitants, Guingamp, Plouisy, Ploumagoar, Grâces, Pabu et Saint-Agathon pour près de 27000 dans l'aire urbaine.
L'évolution du nombre d'habitants est connue à travers les recensements de la population effectués dans la commune depuis 1793. Pour les communes de moins de 10 000 habitants, une enquête de recensement portant sur toute la population est réalisée tous les cinq ans, les populations de référence des années intermédiaires étant quant à elles estimées par interpolation ou extrapolation. Pour la commune, le premier recensement exhaustif entrant dans le cadre du nouveau dispositif a été réalisé en 2005.

En 2022, la commune comptait 7 127 habitants, en évolution de +3,3 % par rapport à 2016 (Côtes-d'Armor : +1,78 %, France hors Mayotte : +2,11 %).
| 1793  | 1800  | 1806  | 1821  | 1831  | 1836  | 1841  | 1846  | 1851  |
| ----- | ----- | ----- | ----- | ----- | ----- | ----- | ----- | ----- |
| 5 177 | 5 190 | 4 973 | 5 550 | 6 100 | 6 466 | 6 796 | 6 949 | 6 718 |

| 1856  | 1861  | 1866  | 1872  | 1876  | 1881  | 1886  | 1891  | 1896  |
| ----- | ----- | ----- | ----- | ----- | ----- | ----- | ----- | ----- |
| 6 893 | 7 350 | 6 977 | 7 045 | 7 895 | 8 404 | 8 744 | 9 196 | 9 272 |

| 1901  | 1906  | 1911  | 1921  | 1926  | 1931  | 1936  | 1946  | 1954  |
| ----- | ----- | ----- | ----- | ----- | ----- | ----- | ----- | ----- |
| 9 252 | 9 212 | 9 385 | 7 923 | 8 575 | 8 644 | 8 663 | 9 080 | 8 117 |

| 1962  | 1968  | 1975  | 1982  | 1990  | 1999  | 2005  | 2006  | 2010  |
| ----- | ----- | ----- | ----- | ----- | ----- | ----- | ----- | ----- |
| 8 912 | 9 232 | 9 284 | 8 507 | 7 905 | 8 008 | 7 724 | 7 693 | 7 280 |

| 2015  | 2020  | 2022  | - | - | - | - | - | - |
| ----- | ----- | ----- | - | - | - | - | - | - |
| 6 900 | 7 115 | 7 127 | - | - | - | - | - | - |

### Enseignement

#### Établissements éducatifs
Guingamp relève de l'académie de Rennes.
Voici ci-dessous la liste des principaux établissements scolaires de la commune :
Guingamp a la chance de pouvoir compter de nombreuses écoles, collèges et lycées publics et également privés. Sa population en saisons scolaires est ainsi très jeune.

### Langue bretonne
L'adhésion à la charte Ya d’ar brezhoneg a été votée par le Conseil municipal le 8 juillet 2008.
À la rentrée 2018, 190 élèves étaient scolarisés à Diwan et dans les classes bilingues (soit 16,6 % des enfants de la commune inscrits dans le primaire).

### Manifestations culturelles et festivités

#### Festival de la Saint-Loup
Le Festival de la Saint-Loup - Concours national de la danse bretonne et Festival international se tient tous les ans vers la mi-août. Il se termine toujours par la traditionnelle danse : la Dérobée de Guingamp.
Les principaux invités sont l’Écosse, l’Irlande, la Galice, les Asturies, le Pays de Galles, et autres artistes du monde entier.
Guingamp est la capitale de la danse bretonne.
La danse est très présente dans les activités culturelles de la ville et l’office culturel organise une semaine de la danse créative contemporaine.

#### La ville du camelia
La ville est en outre connue pour la promotion de la culture du camelia à l'initiative de Fanch Ar Moal, grand spécialiste breton et international du camelia qui est maintenant soutenu par une nouvelle association dévouée à cette cause.

### Santé
La ville dispose d'un hôpital et d'une clinique privée.

### Sports

#### En avant Guingamp
La ville abrite le club de football professionnel En avant Guingamp. Ce club ayant joué en Ligue 1 entre 1995 et 1998 puis de 2000 à 2004 et de 2013 à 2019. Il est souvent lié à des investissements très importants, par rapport à la petite population de la ville. Le stade du Roudourou compte ainsi 19 039 places pour une population de Guingamp sous les 8 000 habitants. C'est l'une des plus petites agglomérations à être à ce niveau dans le monde. Parmi les clubs de supporters, on compte : le Kop rouge, les Red boys.
Le stade du Roudourou a accueilli la rencontre France-Îles Féroé, comptant pour les éliminatoires de la coupe du monde de football de 2010 (groupe 7), qui a eu lieu le 10 octobre 2009.
Début septembre 2012, l'équipe de France féminine a joué à Guingamp contre l'Irlande ; match gagné 4 à 0, par les bleues, tout juste revenues des jeux olympiques de Londres, où elles avaient fini quatrièmes. Match qualificatif de l'Euro 2013.
En avant Guingamp a remporté la coupe de France de football 2008-2009 en battant le Stade Rennais 2-1, devenant ainsi le deuxième club de deuxième division à remporter la compétition.
Le 18 mai 2013, à l'issue de la 37e journée du championnat de Ligue 2, grâce à sa victoire sur le GFC Ajaccio (1-0), En avant Guingamp rejoint de nouveau la Ligue 1 qu'il avait dû quitter 9 ans auparavant.
En avant se qualifie pour un remake de la finale remportée en 2009, à l'issue d'une victoire contre l'AS Monaco aux prolongations 3 - 1 grâce à un doublé de Yatabaré et un but d'Atik sur des passes de Giresse et de Langil contre un but de Berbatov pour Monaco.
Le 3 mai 2014, En avant Guingamp retrouve donc le Stade Rennais FC pour cette finale de la coupe de France. Une nouvelle fois, EAG s'impose au Stade de France, 2 à 0, et ramène un second trophée dans les Côtes-d'Armor. Le club est ainsi qualifié pour la ligue Europa.
Le 11 décembre 2014, En avant Guingamp se qualifie pour les 16es de finale de la ligue Europa après avoir terminé 2e de sa poule derrière la Fiorentina.

#### Roller
Guingamp Roller Skating est une association sportive principalement axée sur la course.

#### Handball
La ville compte un club: Guingamp Handball (GGHB).
Les seniors ont réussi à atteindre à plusieurs le reprises le niveau Nationale 3.
Les jeunes ont été plusieurs fois champions de Bretagne, comme lors de la saison 2021/2022.
L’équipe du Guingamp Handball a remporté le championnat de Prenational Masculine lors de la saison 2023/2024. La saison suivante, alors que l’équipe rouge et noire venait à peine de monter au niveau Nationale 3, ils s’offrent le titre de champion et par la même occasion la montée en Nationale 2 pour la saison 2025/2026 ! HISTORIQUE 

#### Canoë-Kayak
Les Guingampais disposent d'un club, situé au moulin de la ville. La navigation se fait sur le Trieux.

#### Basket Ball
En 2023, pour la 3e année consécutive, les Guingampais de l'ABC ont remporté la coupe départementale. Les effectifs du club local sont en pleine croissance.

### Médias
L'hebdomadaire du pays de Guingamp est L'Écho de l'Armor et de l'Argoat.

## Économie

### Le chômage est en baisse dans la zone d'emploi de Guingamp
Le taux de Chômage à Guingamp est actuellement de 7,2 % de la population active contre 7,8 % en 2021. C'est une bonne performance par rapport à l'évolution du chômage au niveau national sur la même période (-1 %). L'emploi sur le bassin de Guingamp est plus dynamique que la moyenne avec un taux de chômage inférieur à celui de la France métropolitaine qui est de 7,3 % au premier trimestre 2022 (selon les données BIT).

### Revenus de la population et fiscalité
Les habitants de Guingamp (Côtes-d'Armor) gagnent en moyenne 1 957 € nets par mois, soit 23 488 € nets par an.
Source : calculs JDN d'après données Insee, 2021

### Entreprises de l'agglomération
- Dolmen SA : entreprise de confection textile

### Commerce
La ville possède une antenne de la Chambre de commerce et d'industrie des Côtes-d'Armor et fait partie de la technopole Anticipa gérée par l'Agence de développement industriel du Trégor.
Elle possède de nombreux commerces dans le centre-ville et partout en périphérie.

## Culture locale et patrimoine

### Édifices religieux
- Basilique Notre-Dame de Bon Secours, rue Notre-Dame (XIe-XVIe siècle)  Classé MH (1914)[54].
- Abbaye Sainte-Croix, rue de l'Abbaye (XIIe-XVIIIe siècle), fondée vers 1135, inscrite MH en 1926[55].
- Couvent des Ursulines, rue de la Trinité (XVIIe siècle), inscrit MH en 1925[56].
- Chapelle Saint-Léonard, rue Saint-Léonard (XIIe-XIXe siècle)[57]. Elle forme une croix latine incomplète, le transept sud étant manquant[58]. Il a été remplacé par un petit porche à une date indéterminée[59]. Le carré de transept est la seule partie subsistante de l’édifice du XIIe siècle. Ses arcs de plein cintre à double rouleau retombent sur des colonnes[58]. Le reste, ruiné lors de la guerre de Succession de Bretagne, fut reconstruit au XIVe siècle grâce aux largesse de Charles de Blois. La nef, initialement plus longue, fut endommagée par une tempête en 1810 et réduite de moitié[59].
- Ancien monastère des religieuses hospitalières, puis ancien hospice aujourd'hui Hôtel de ville, place de Verdun (XVIIIe siècle)  Classé MH (1913)[60].
- Chapelle de la congrégation des Sœurs du Christ, rue de Montbareil.
- Chapelle Saint-Joseph de Sainte-Croix, rue Penquer.
- Chapelle du collège-Lycée Notre-Dame, rue des Capucins.
- Salle du royaume, rue Ruporzou.
- Église évangélique, rue de la Chesnaye.

### Lieux et monuments
- Château de Pierre II[61] (XVe siècle), inscrit MH en 1926[62].
- Vestiges des remparts, (XVe siècle)  Classé MH (1943)[63].
- Fontaine de la Plomée  Classé MH (1902)[64].
- Ancienne prison de style « pennsylvanien » (XVIIIIe siècle)  Classé MH (1997)[65].
- Plusieurs maisons des XVIe et XVIIe siècles classées ou inscrites MH.
- Maison datée de 1416, la plus ancienne des Côtes d’Armor[66]
- Stade du Roudourou.
- Les berges du Trieux, nature en cœur de ville
- Les oeuvres contemporaines : Sitis, Keiros, Anima, Arpenteur...

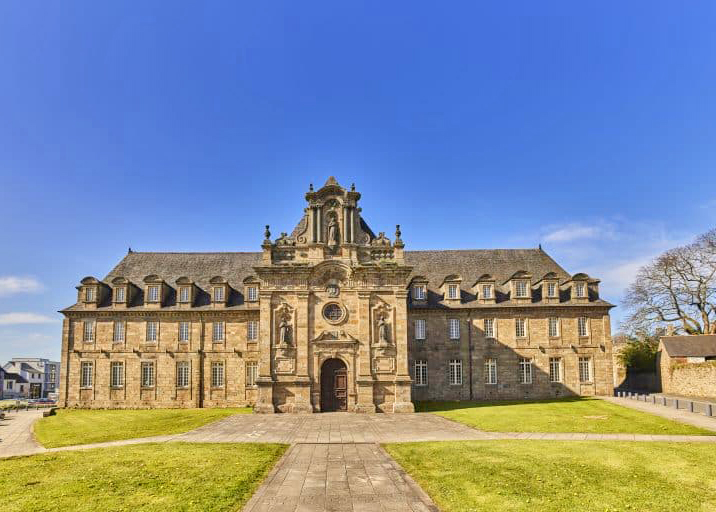
Hôtel de Ville.
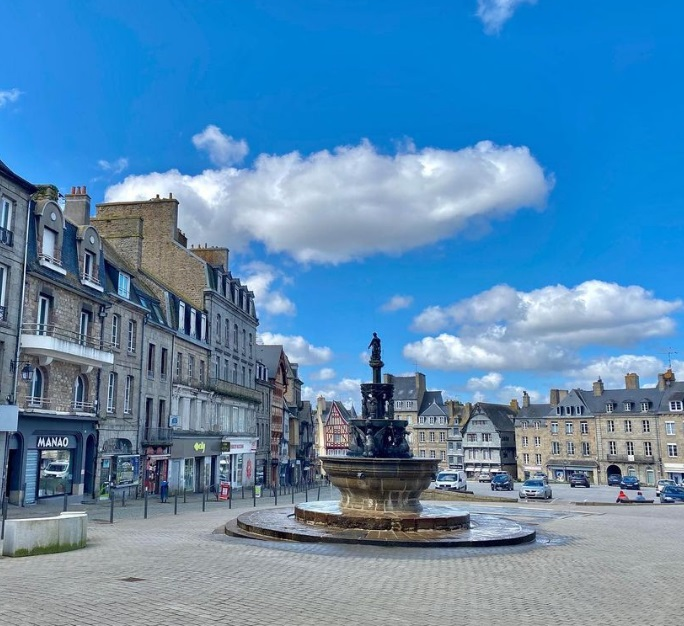
Fontaine de la Plomée.
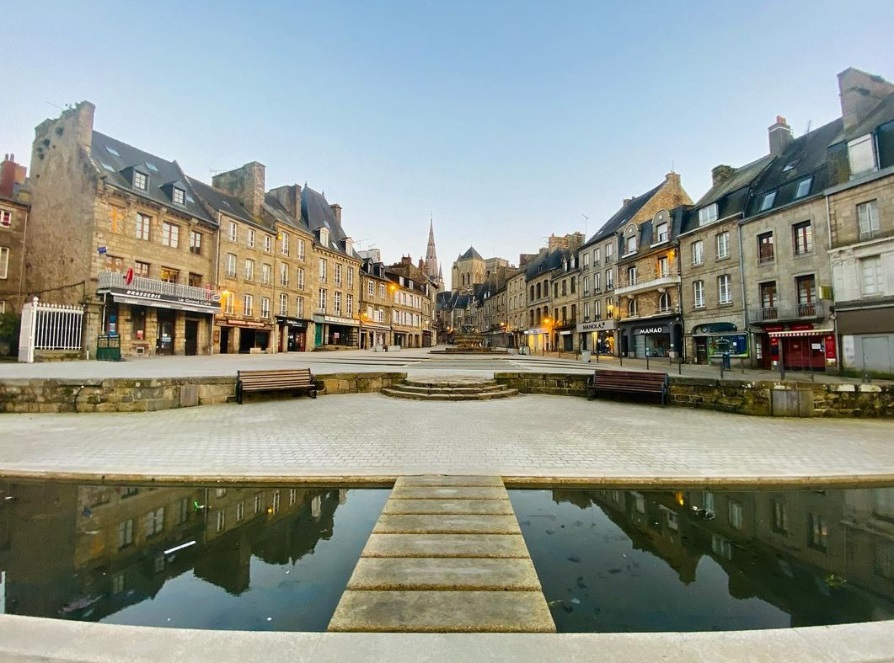
Le cœur de ville
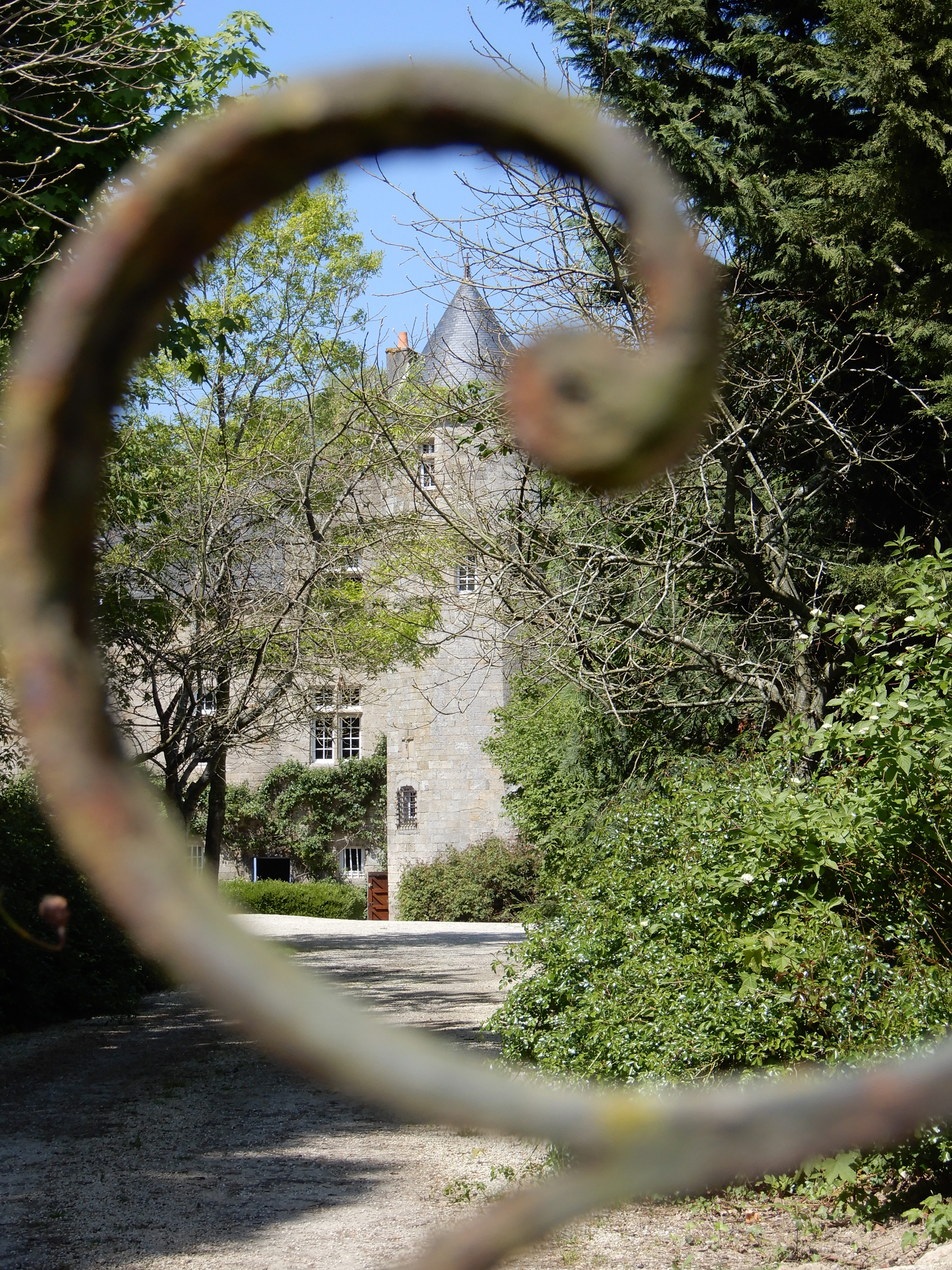
Rue de l'Abbaye.
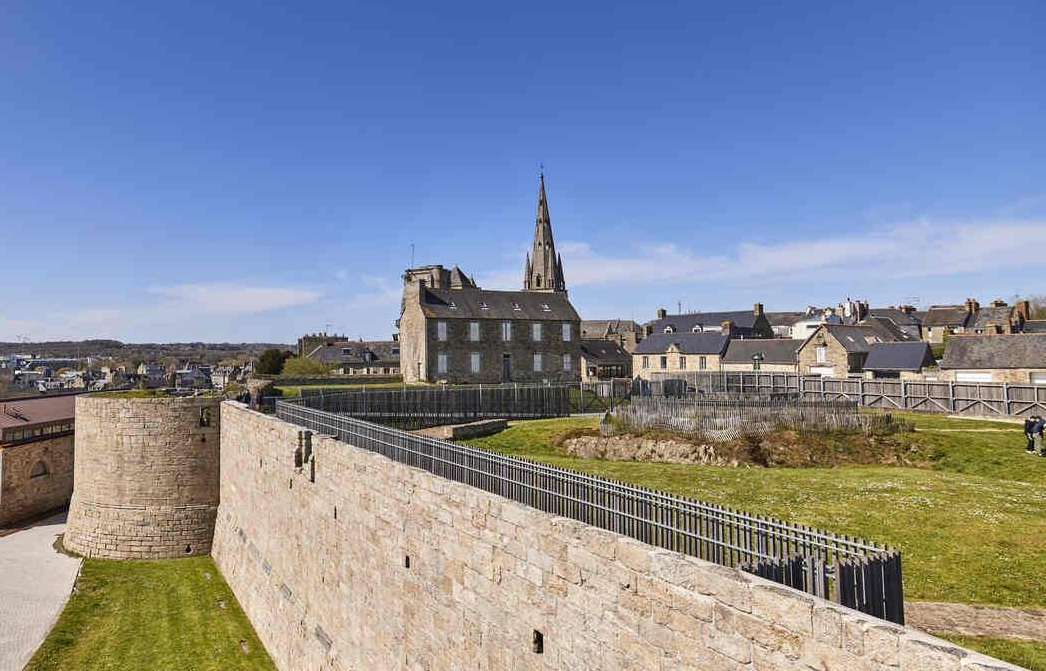
Le château de Pierre II.
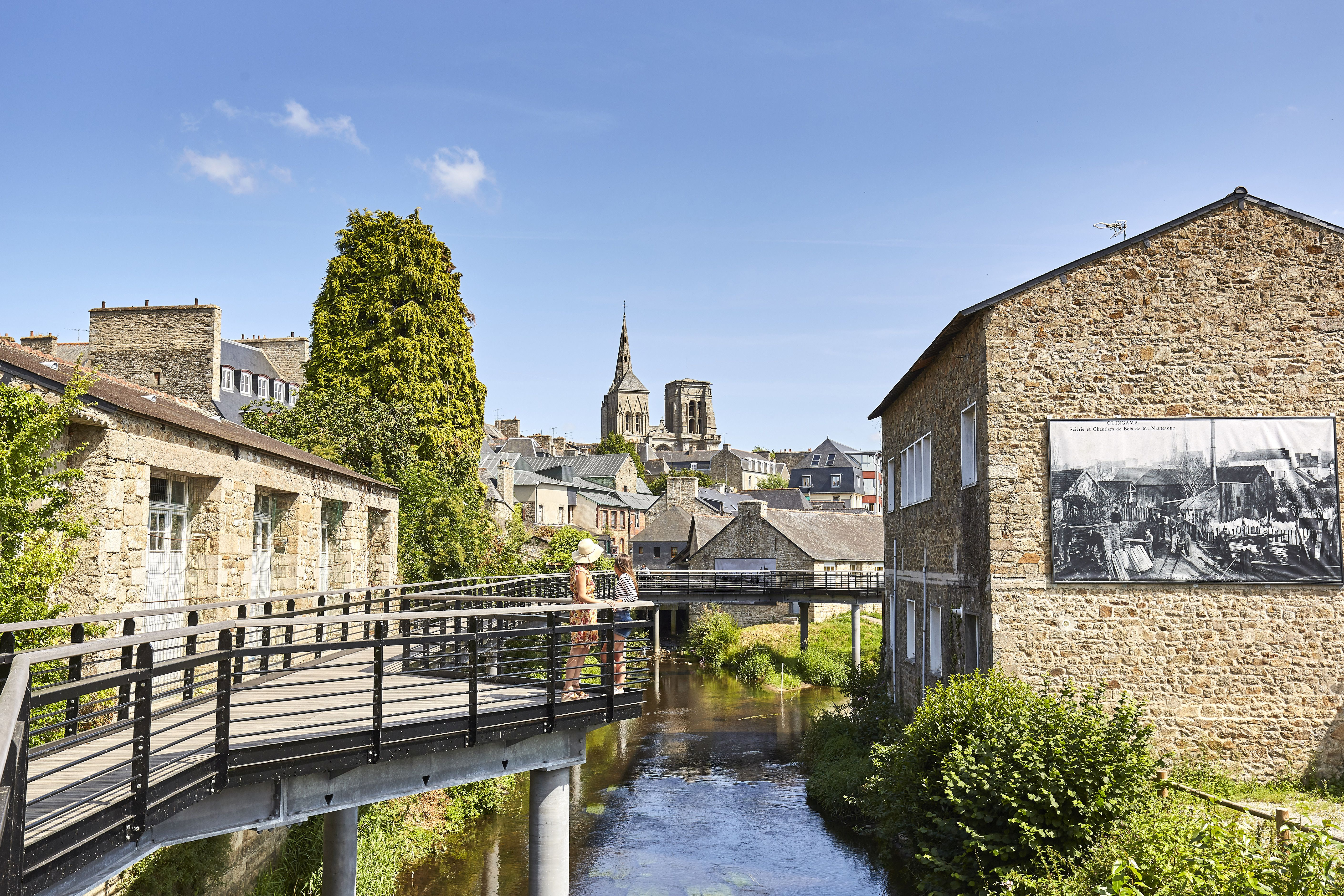
Passerelle du Trieux.
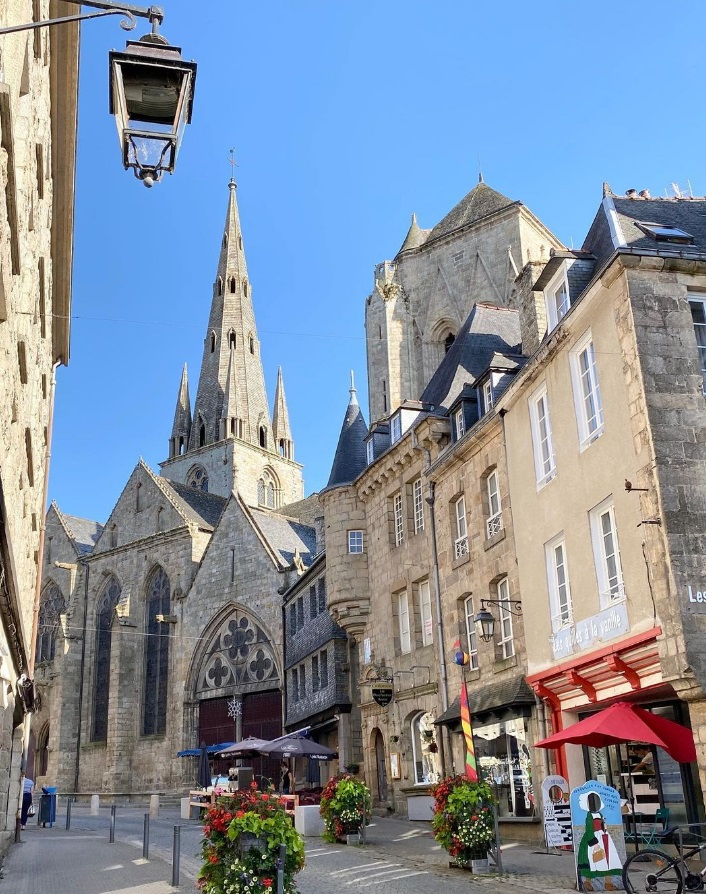
Basilique de Guingamp.
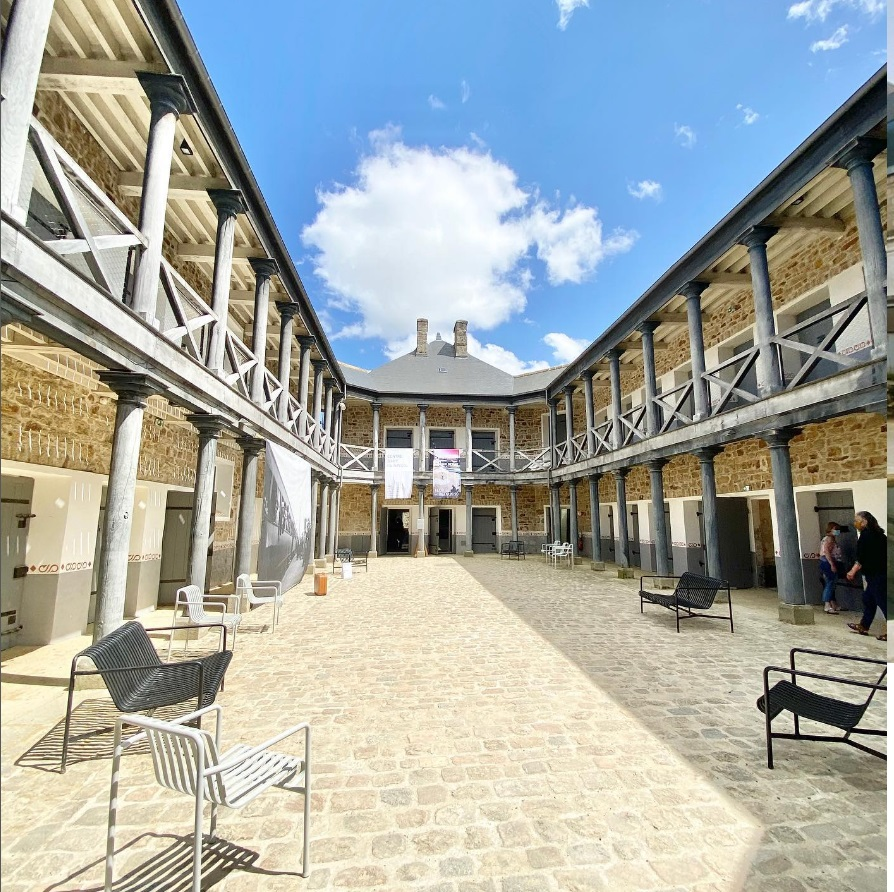
La prison de Guingamp.
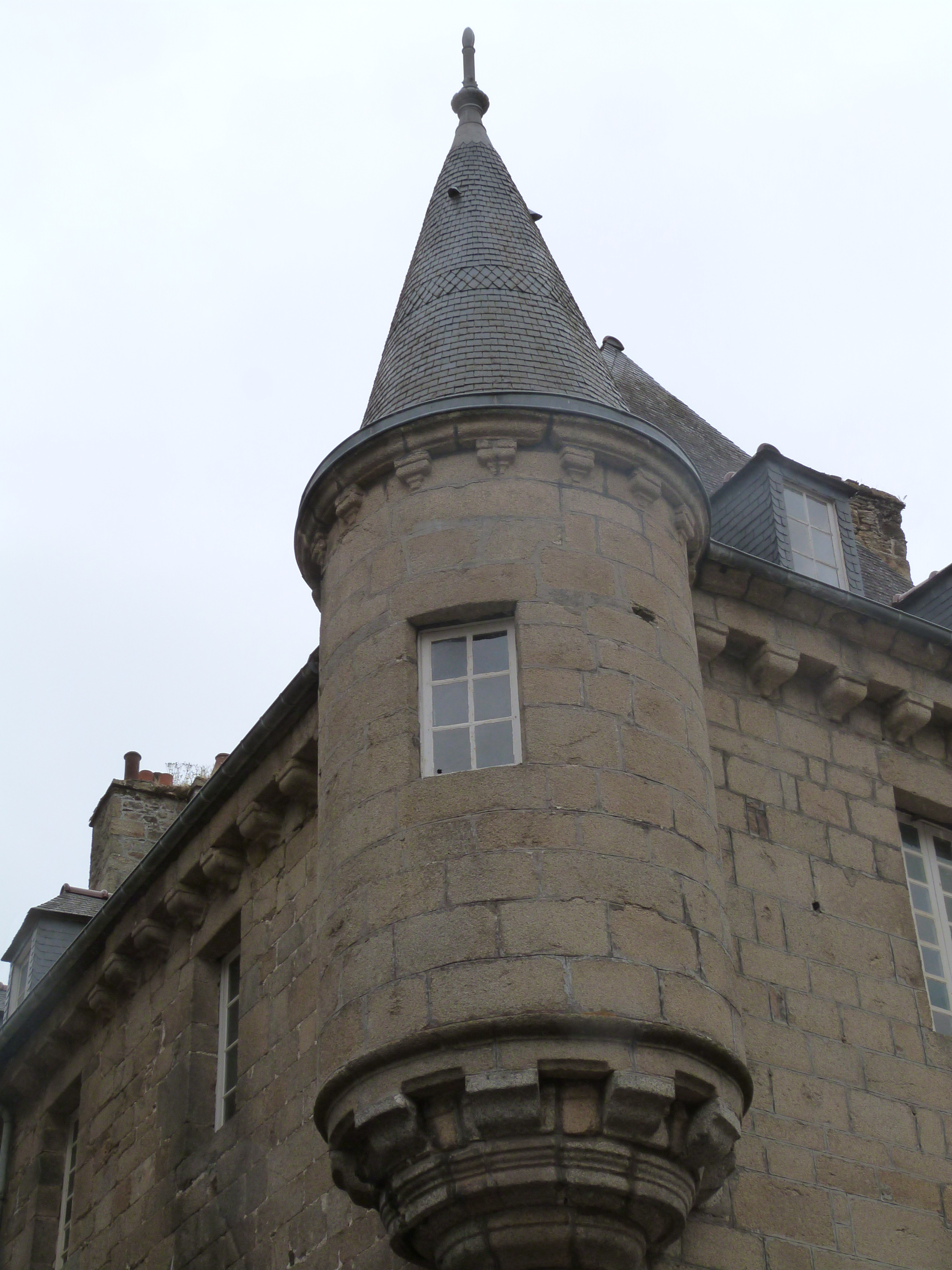
Tourelle de la maison Anne de Bretagne.
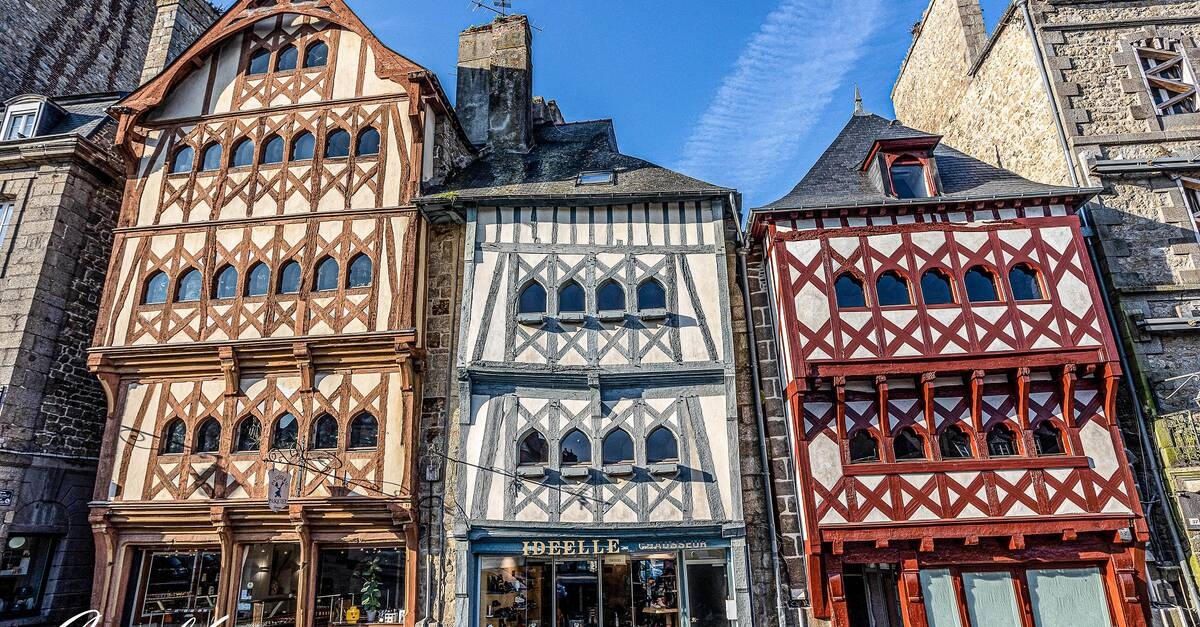
Guingamp petite cité de caractère.

### Vie militaire
Unité militaire ayant été en garnison à Guingamp :
- 48e régiment d'infanterie de ligne.

### Lieux culturels
La ville possède :
- une médiathèque moderne, située en plein centre-ville à l'emplacement des anciens remparts de la vieille ville ;
- un Centre culturel de culture bretonne et celtique ;
- un théâtre municipal où l'Office culturel organise de nombreux spectacles issus des scènes nationales françaises ;
- un centre d'art contemporain d'intérêt national consacré à la photographie, dans l'ancienne prison : le Centre d'art GwinZegal ;
- un Centre social et un Foyer de jeunes travailleurs qui ont une activité culturelle soutenue qui se poursuit dans quelques bars dynamiques de la ville dans lesquels se produisent des orchestres de différents courants musicaux ;
- un espace de création, d'échange et de formation destiné à la danse : Le Lieu.
- Le centre culturel breton Ti ar vro

### Personnalités liées à la commune
- Pierre II de Bretagne (1418-1457), duc de Bretagne et fils de Jean V.
- Roland de Coatgoureden (XIVe siècle), chevalier du Moyen Âge, sénéchal du duc Charles de Blois, dont l'enfeu surmonté d'un tableau polychrome en relief est placé dans la Basilique Notre Dame de Bon Secours de Guingamp. (Sur le tableau de pierre du tombeau figure la scène médiévale où le bienheureux Charles de Blois présente à la Sainte Vierge et à l'enfant Jésus, le chevalier de Coatgoureden en armure, accompagné de son fidèle destrier armorié).
- Jacques-Louis Guino (1734-1807), prêtre et homme politique né à Guingamp, député du clergé aux États généraux de 1789.
- François Valentin (1738-1805), peintre.
- Théophile-Malo de La Tour d'Auvergne-Corret (1743-1800), soldat dans l'armée du Roi dès 1765 puis dans l'armée du Rhin, "Premier Grenadier de la République", inhumé au Panthéon en 1889, résidait à Guingamp quand il n'était pas en campagne.
- François Marie Allain-Launay, né le 2 mars 1747 à Guingamp, décédé le 26 novembre 1807 à Carhaix, homme politique.
- Pierre Guyomar (1757-1826), maire de la ville 1790-1792, député entre 1792 et 1799, conseiller général (1800-1809), maire (1813-1814 et durant les Cent-Jours en 1815).
- Jean Conan (1765-1834), né au faubourg de Sainte-Croix, soldat des armées de la Révolution et de l'Empire.
- Yves Marie Pastol (1770-1813), général des armées du 1er Empire, tombé au champ d'honneur à Narkirch (Allemagne).
- Alphonse François Le Hénaff (1821-1884), artiste peintre et fresquiste, né dans la ville.
- Pierre Thielemans (1825-1898), organiste d'origine belge de la basilique Notre-Dame après 1865 et compositeur de musique, compositeur de nombreuses pièces sur le thème de Bretagne, certaines étant jouées dans les manifestations régionalistes.
- Auguste Ollivier (1828-1916), député et sénateur.
- Augusta Coupey (1838-1913), fabuliste, romancière, autrice d’ouvrages pour la jeunesse, poète et compositrice, née et morte dans la ville, habitait place du centre.
- Théodule Ribot (1839-1914), le père de la psychologie française.
- Auguste Pavie (1847-1925), explorateur de l'Indochine, diplomate et haut fonctionnaire français.
- Louis Ollivier (1853-1931), député.
- Guy Ropartz (1864-1955), compositeur, directeur des Conservatoires à rayonnement régional de Nancy puis de Strasbourg.
- Erwan ar Moal (1874-1957), écrivain de langue bretonne, journaliste, humaniste, philosophe et militant chrétien autonomiste breton. Il décida de cesser d'éditer et de publier ses éditions en langue bretonne (Journal « Breiz ») dès le début de l'Occupation allemande en juin 1940
- Théophile Marie Brébant (1889-1965), officier français des Première et Seconde Guerres mondiales.
- James Bouillé (1894-1945) nationaliste breton
- Pierre Loyer (1894-1983), directeur du Service de l'artisanat du régime de Vichy, à l'origine notamment de la Charte de l'artisanat (Vichy).
- Goulven Mazéas (1895-1981), écrivain, militant autonomiste de la gauche bretonne démocratique, républicaine, fédéraliste et girondine.
- Gilbert Renault (1904-1984), héros de la Résistance (le « Colonel Rémy » dans la clandestinité) et écrivain
- Édouard Ollivro (1921-1982), écrivain, ancien maire et député.
- Jacques Trébouta, réalisateur né le 31 mars 1930.
- Francis Favereau, lexicographe de langue bretonne, professeur et écrivain de langue bretonne né le 21 juin 1948.
- Cyril Gautier, coureur cycliste chez Europcar.
- Marcel Philippot (1953-2018), acteur.
- Yann Andréa (1952-2014), écrivain et dernier compagnon de Marguerite Duras.
- Maurice Briand (1949-2022), conseiller régional, maire, député, ancien Ministre.
- Annie Le Houérou, maire, députée puis sénatrice

### Héraldique
| Blason | Blasonnement : Fascé d'argent et d'azur de quatre pièces. Commentaires : Les armes sont celles de la Frérie Blanche. Elles sont incrustées depuis le XIVe siècle au fronton d’une fenêtre de la basilique Notre-Dame de Bon-Secours, au-dessus et à gauche de la Porte-au-Duc. Le même blason figure sur les véhicules municipaux ainsi que sur les plaques indiquant le nom des rues. Mais il existerait une variante hypothétique remontant à l’année 1447 décrivant le blason d’argent à une fasce d’azur et un chef de même. |

### Logo

Logo de Guingamp de 1985 à 2015.
Logo de Guingamp depuis juillet 2015.